# Champtauroz
Champtauroz is een gemeente en plaats in het Zwitserse kanton Vaud en maakt sinds 1 januari 2008 deel uit van het district Broye-Vully.

## Geschiedenis
Voor 2008 maakte de gemeente deel uit van het toenmalige district Payerne. Aanvankelijk was het de bedoeling dat de gemeente met Cerniaz, Combremont-le-Grand, Combremont-le-Petit, Granges-près-Marnand, Henniez, Marnand, Sassel, Seigneux, Treytorrens en Villars-Bramard, die ook waren gelegen in het district Payerne, en Dompierre, dat was gelegen in het Moudon tot deze districten op 1 januari 2008 werden opgeheven en opgingen in het nieuw opgerichte district Broye-Vully, zouden fuseren tot een nieuwe gemeente.
Op 8 februari 2009 werd een referendum in de betreffende gemeentes gehouden. In de gemeentes Dompierre, Henniez en Treytorrens werd dit referendum verworpen en de gemeentes haakten af. In Champtauroz was het referendum met 38 tegen 35 stemmen wel aangenomen maar de gemeente besloot toch af te haken nu de fusie naar een grote gemeente niet doorgaan. De overige acht gemeentes besloten alleen door te gaan en fusieerden op 1 juli 2011 tot de nieuwe gemeente Valbroye.